# 오모노가와정
오모노가와정(雄物川町) 아키타현 동남부에 존재했던 정이다. 2005년 10월 1일, 시정촌 합병에 의해 요코테시가 되었다.

## 교통
- 국도 107호